# 콩 스튜

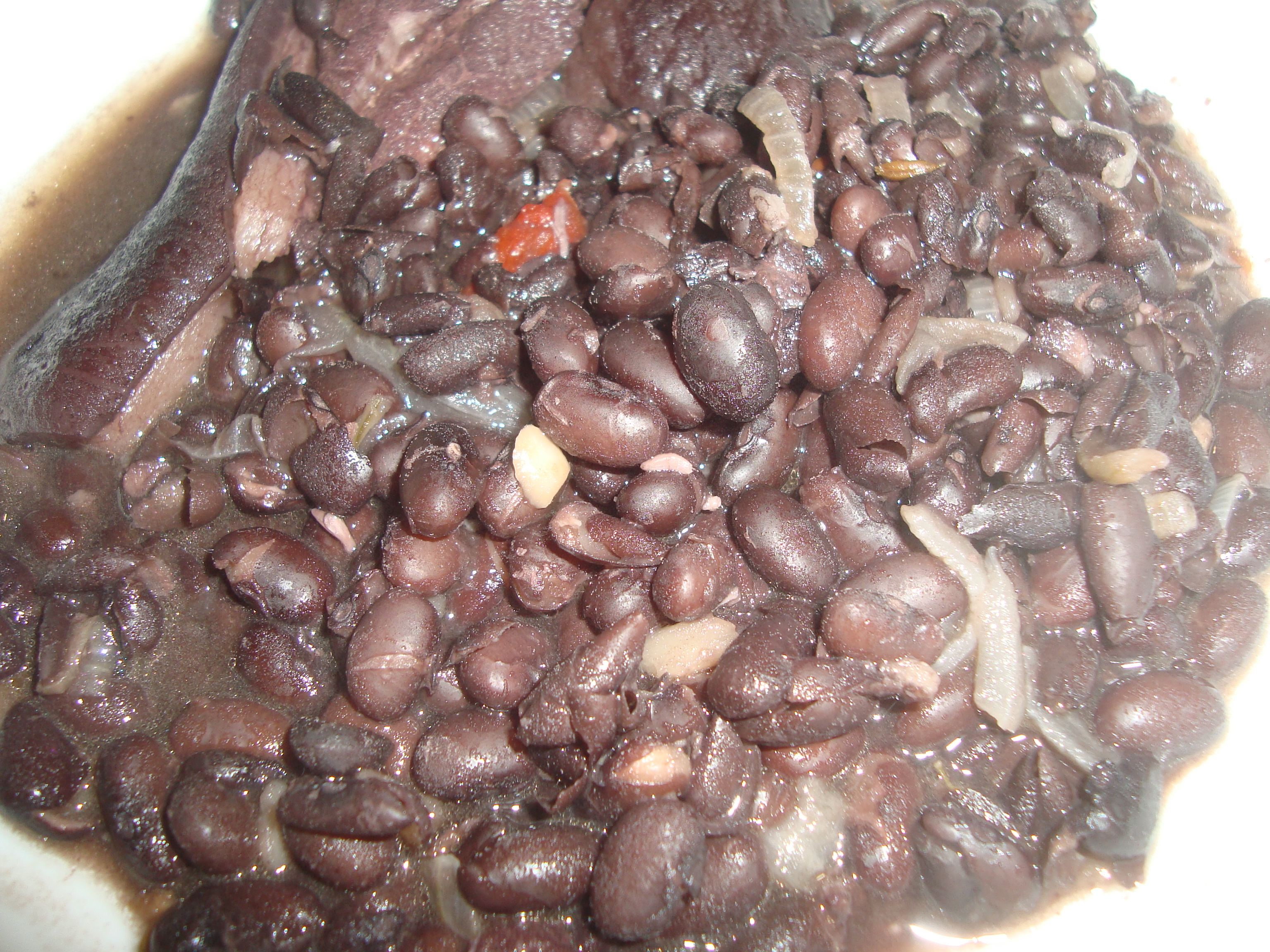
검정거북콩 스튜

콩 스튜(-stew)는 콩을 스튜한 음식이다. 강낭콩, 누에콩, 동부, 비둘기콩 등 여러 가지 두류가 사용된다.

## 지역별 콩 스튜

### 아메리카
라틴 아메리카에는 콩 스튜에 쌀밥을 곁들인 쌀밥과 콩을 주식으로 먹는 나라가 많다. 검정거북콩이 흔히 사용된다. 콩 스튜가 이스파노아메리카에서 프리홀레스(스페인어: frijoles)로, 브라질에서 페이장(포르투갈어: feijão)으로 불린다. 돼지고기를 넣어 만든 페이조아다는 브라질을 대표하는 음식이다. 미국에도 핀토콩으로 베이크트 빈즈와 비슷하게 만든 카우보이 빈즈 등을 먹으며, 리마콩을 옥수수와 함께 스튜한 서코태시 등의 음식도 존재한다.

### 유라시아·북아프리카
서아시아와 유럽, 북아프리카에 이르는 지역에 강낭콩 등의 콩을 스튜해 먹는 관습이 있다. 그리스의 파솔라다, 레반트·아라비아의 파술리야, 북마케도니아의 타프체 그라프체, 스페인의 파바다와 오야 포드리다, 코시도 몬타녜스, 터키의 쿠루 파술리에, 포르투갈의 페이장(포르투갈어: feijão)과 페이조아다, 프랑스의 카술레 등을 흰강낭콩으로 만들며, 영국의 베이크트 빈즈를 만들 때도 흰강낭콩이 쓰인다. 이집트의 풀 메담메스는 누에콩을 쓰며, 스페인의 코시도 마드릴레뇨와 포르투갈의 코지두 드 그랑은 병아리콩을 쓴다.

### 아프리카
가나에서는 검은눈콩으로 만든 레드레드를 먹는다.

## 같이 보기
- 쌀밥과 콩
- 페이장 트로페이루